# ABC (album The Jackson 5)
ABC è il secondo album in studio dei Jackson 5, pubblicato l'8 maggio 1970 dalla Motown Records. Conteneva i singoli numero 1 "ABC" e "The Love You Save". Nell'LP sono presenti anche diversi brani degni di nota dell'album, inclusa una cover di "I'll Bet You" di Funkadelic, "I Found That Girl" (l'unica canzone principale del fratello Jermaine) e "The Young Folks", originariamente registrata da Diana Ross e le Supremes.

## Tracce
1. The Love You Save – 3:01 (The Corporation)
2. One More Chance – 2:59 (The Corporation)
3. ABC – 2:56 (The Corporation)
4. 2-4-6-8 – 2:55 (Jones, Sawyer)
5. (Come 'Round Here) I'm the One You Need (cover dell'omonimo brano dei The Miracles) – 2:46 (Robinson)
6. Don't Know Why I Love You (cover dell'omonimo brano di Stevie Wonder) – 3:47 (Wonder, Moy, Cosby)
7. Never Had A Dream Come True (cover dell'omonimo brano di Stevie Wonder) – 2:58 (Wonder, Moy, Cosby)
8. True Love Can Be Beautiful – 3:24
9. La-La (Means I Love You) (cover dell'omonimo brano dei The Delfonics) – 2:52 (Bell)
10. I'll Bet You (cover dell'omonimo brano dei Funkadelic) – 2:26 (George Clinton, Barnes, Lindsey)
11. I Found That Girl – 2:57 (The Corporation))
12. The Young Folks (cover dell'omonimo brano di Diana Ross & The Supremes) – 2:50 (Gordy, Story)